# (121514) 1999 UJ7
(121514) 1999 UJ7 est un petit astéroïde troyen de Mars, en orbite près du point L4 du couple Soleil-Mars (60 degrés en avant de Mars sur son orbite). En septembre 2018, (121514) 1999 UJ7 est le seul astéroïde connu en orbite autour du point L4 de Mars, alors qu'au moins huit autres astéroïdes sont situés au point L5.
(121514) 1999 UJ7 a par ailleurs un spectre différent des autres troyens de Mars, ce qui est étonnant car tous les troyens de Mars semblent être sur des orbites très stables.